# Laha
Cet article concerne une langue parlée au Viêt Nam. Pour le cinéaste et écrivain béninois, voir Laha (écrivain).
Le laha (ou la ha) est une langue taï-kadaï, de la branche ge-yang, parlée au Viêt Nam, dans les provinces de Sơn La et Lào Cai par les Laha (en) (ou La Ha).

## Phonologie
Les tableaux présentent les phonèmes de la variété du Laha de l'eau, les voyelles et les consonnes.

### Voyelles
|         | Antérieure | Centrale | Postérieure |
| ------- | ---------- | -------- | ----------- |
| Fermée  | i [i]      |          | ɯ [ɯ] u [u] |
| Moyenne | e [e]      |          | ɤ [ɤ] o [o] |
| Ouverte | ɛ [ɛ]      | a [a]    | ɔ [ɔ]       |

### Consonnes
|              |              | Bilabiales | Alvéolaires | Alvéolaires | Alv.-p.   | Dorsales | Dorsales | Glottales |
| ------------ | ------------ | ---------- | ----------- | ----------- | --------- | -------- | -------- | --------- |
| Centrales    | Latérales    | Bilabiales | Palatales   | Vélaires    | Alv.-p.   |          |          | Glottales |
| Occlusives   | Sourde       | p [p]      | t [t]       |             |           |          | k [k]    | ʔ [ʔ]     |
| Occlusives   | Aspirée      |            | th [tʰ]     |             |           |          |          |           |
| Occlusives   | Sonore       | ʔb [ʔb]    | ʔd [ʔd]     |             |           |          |          |           |
| Fricatives   | sourdes      | f [f]      | s [s]       |             | ɕ [ɕ]     |          | x [x]    | h [h]     |
| Fricatives   | Sonore       | v [v]      | z [z]       |             | ʑ [ʑ]     |          |          |           |
| Fricatives   | Sourde       |            |             |             | tɕ [tɕ]   |          |          |           |
| Fricatives   | Sonore       |            |             |             | tɕh [tɕʰ] |          |          |           |
| Liquides     | Liquides     |            |             | l [l]       |           |          |          |           |
| Nasales      | Nasales      | m [m]      | n [n]       |             |           | ɲ [ɲ]    | ŋ [ŋ]    |           |
| Semi-voyelle | Semi-voyelle | w [w]      |             |             |           |          |          |           |

### Une langue à tons
Le laha de l'eau est une langue tonale qui compte six tons.
| Ton | Valeur | Exemple | Traduction |
| --- | ------ | ------- | ---------- |
| 1   | 44     | ma1     |            |
| 2   | 55     | ma2     | main       |
| 3   | 53     | ma3     |            |
| 4   | 33     | tɕi4    |            |
| 5   | 32     | tɕi5    |            |
| 6   | 24     | tɕi6    |            |

## Sources
- (zh) Li Jinfang, Zhou Guoyan, 1999, 仡央语言探索 - Gēyāng yǔyán tànsuǒ - Studies on Outlier Kam-Tai, Pékin, Zhōngyāng mínzú dàxué chūbǎnshè  (ISBN 7-81056-289-4)